# Media (Phonetik)
Als Mediae oder harte Mutae werden in der Lautlehre die stimmhaften Verschlusslaute (b, d, g) bezeichnet. Der Begriff stammt aus der griechisch-lateinischen Grammatiktradition und steht dort im Gegensatz zu denen der Tenuis und der Aspiratae, indem die Media in Bezug auf die Stärke des austretenden Luftstroms zwischen jenen beiden steht. Die zum Beispiel im Sanskrit vorkommenden entsprechenden behauchten Laute bh, dh, ḍh, jh, gh, die nicht in dieses dreiteilige System passen, werden neuzeitlich als Mediae aspiratae bezeichnet. 